# Sara Valle Dessens
Sara Valle Dessens (Guaymas, Sonora; 30 de mayo de 1968) es una política, licenciada y escritora mexicana. Fue presidente municipal de Guaymas, Sonora, durante el periodo 2018-2021. Previamente había ocupado ese cargo entre el 16 de septiembre de 1997 y el 29 de abril de 1999, del cual salió al revocarse su mandato procesada por corrupción.

## Presidente municipal de Guaymas
Sara Valle Dessens se convirtió en la primera mujer en Sonora en obtener por la vía de la elección popular, el cargo de presidente municipal de Guaymas el 16 de septiembre de 1997, elegida para un periodo de tres años.
El 29 de abril de 1999 el Congreso del Estado aprobó por primera vez una revocación de mandato y fue destituida de su cargo, sucediéndole el edil de su partido, el Dr. Vicente Pascual Rodríguez.

## Proceso Electoral de 2018
El 11 de febrero de 2018 se registró como candidata ante el Partido del Trabajo (PT) contando con el respaldo del Partido Encuentro Social (PES), por la Coalición «Juntos Haremos Historia». Obtuvo la mayor cantidad de votos en las Elecciones estatales de Sonora de 2018 para el cargo de presidente municipal de Guaymas, convirtiéndose por segunda ocasión en alcaldesa municipal, sucediendo al panista Lorenzo De Cima Dworak.